# Sami Mustonen
Sami Mustonen, född den 6 april 1977 i Kemijärvi, Finland, är en finländsk freestyleåkare.
Han tog OS-brons i herrarnas puckelpist i samband med de olympiska freestyletävlingarna 1998 i Nagano.